# Tjålojaure
Tjålojaure är en sjö i Gällivare kommun i Lappland och ingår i Kalixälvens huvudavrinningsområde. Sjön har en area på 0,143 kvadratkilometer och ligger 454 meter över havet. Tjålojaure ligger i Kaitum fjällurskog Natura 2000-område.

## Delavrinningsområde
Tjålojaure ingår i det delavrinningsområde (750652-171447) som SMHI kallar för Mynnar i Kalixälvens vattendragsyta. Medelhöjden är 476 meter över havet och ytan är 56,57 kvadratkilometer. Det finns inga avrinningsområden uppströms utan avrinningsområdet är högsta punkten. Tjålojåkka som avvattnar avrinningsområdet har biflödesordning 3, vilket innebär att vattnet flödar genom totalt 3 vattendrag innan det når havet efter 292 kilometer. Avrinningsområdet består mestadels av skog (76 procent) och sankmarker (23 procent). Avrinningsområdet har 0,33 kvadratkilometer vattenytor vilket ger det en sjöprocent på 0,6 procent.